# Суворовка (Омская область)
Суворовка — деревня в Черлакском районе Омской области России. Входит в состав Солянского сельского поселения. Население 249 чел. (2010) .

## История
Отделение № 4 совхоза «Коммунист» было переименовано в деревню Суворовка.
В соответствии с Законом Омской области от 30 июля 2004 года № 548-ОЗ «О границах и статусе муниципальных образований Омской области» деревня вошла в состав образованного муниципального образования «Солянское сельское поселение».

## География
Суворовка находится на юге-востоке региона, в пределах Курумбельской степи, являющейся частью Чебаклы-Суминской впадины.
Абсолютная высота — 110 м над уровнем моря.

## Население
| 2010 |
| ---- |
| 249  |

Гендерный состав
По данным Всероссийской переписи населения 2010 года в гендерной структуре населения из 249 человек мужчин — 125, женщин — 124	(50,2 и 49,8 % соответственно)
Национальный состав
Согласно результатам переписи 2002 года, в национальной структуре населения русские составляли 76 % от общей численности населения в 362 чел..

## Инфраструктура
Развитое сельское хозяйство (совхоз «Коммунист»). Личное подсобное хозяйство.

## Транспорт
Просёлочные дороги.